# Заклецька-Бурак Анна Анатоліївна
Заклецька-Бурак Анна Анатоліївна (народилась 25 червня 1984, Київ) — українська теле- та радіоведуча, україно- та англомовна ведуча світських подій та приватних заходів, співачка, громадська діячка, хореограф, режисер, модель, вокалістка українського гурту «Vroda». Ведуча історичного концерту «Безвіз». Має звання Заслужений артист України. Членкиня ГО «Ділові Українські Жінки».

## Життєпис
Народилась Анна 25 червня 1984 року в Києві. Її батько був інженером, а мати професійною співачкою. З трьох років Анна виступала в дитячому ансамблі «Кияночка». З 2007 році у шлюбі. Має трьох дітей: сина Любомира 2011 року та доньок Зоряну та Єву відповідно 2017 та 2019 року народження. Найменшу Єву народила одразу після зйомок.
- У 1993—1994 роках вона навчалася в Школі маєтку Ньюлендса в Сифорді, Велика Британія.
- У 1999 році закінчила Київську музичну школу № 37 по класу фортепіано.
- У 2001 році закінчила Київську школу № 211 за спеціальністю англійська мова та література.
- У 2005 році отримала ступінь бакалавра політичних наук в Національному університеті «Києво-Могилянська академія», Україна.
- У 2006 році отримала ступінь магістра політичних наук в Національному університеті імені Тараса Шевченка.
- У 2010 році вона продовжила свою освіту, вивчаючи психологію і психотерапію в Московському Гештальт інституті.
- У 2017 році здобула ступінь магістра за фахом «хореографія» у Національній академії керівних кадрів культури і мистецтв.

## Кар'єра
У 1990 році її мама Раїса Заклецька заснувала хореографічний ансамбль «Зернятко», де Анна продовжувала виступати та розвивала свої навички як ведуча, сценаристка, режисерка, авторка пісень, а нині працює педагогом.
Телевізійну кар'єру як телеведуча Анна починала з ведення дитячої програми на УТ-1 у 1994—1996 роках «Туту-кафе» та «Ми — мигалки». А в 2013 році вела ранкове недільне шоу «Лолліпоп» на радіо «Аристократи». З 2016 року має власну авторську програму про фольклор та видатних українців «Відголос країни», що виходить тричі на тиждень на хвилях радіо «Країна ФМ». В ефірах програми у форматі інтерактивного ток-шоу з елементами театралізованого дійства та артистичними виступами розкриває сакральні значення та походження сезонних традицій українців..
Як ведуча та вокалістка брала участь у численних фестивалях, культурних місіях, дипломатичних прийомах. Зокрема у трьох сезонах фестивалю «З країни в Україну» [Архівовано 14 квітня 2019 у Wayback Machine.], що пройшов у містах Східної України, а також у понад 150 концертах у зоні АТО/ООС з 2014 року і дотепер — як для військових, так і цивільного населення.
У 2013 році у Києві, як солістка гурту «Врода», разом з іншими митцями формувала концертну програму Коронація слова 2013. У жовтні 2015 року презентувала пісню «Доле Моя» спільно з гуртом Без Обмежень. У грудні 2016 року відбулась презентація нового кліпу гурту «ВРОДА» на українську народну щедрівку "Павочка. А в березні 2017 року в ефірі Громадського радіо прозвучала ексклюзивна акустична прем'єра пісні «Знов прийде весна». Того ж року Ансамбль «Зернятко» та гурт «Врода» відкрили фан-зону Пісенного конкурсу Євробачення з мером Києва Віталієм Кличком та міністром культури України Євгеном Нищуком
У 2017 році Анна дебютувала в кіно як акторка — у короткому метрі Михайла Іллєнка «Голос» у рамках проекту «Своє кіно. Дивись українське: твори своє майбутнє». З того часу з'являлася на екрані в епізодичних ролях у стрічках Дмитра Томашпольського «Сторонній» та Михайла Іллєнка «Толока». Отримавши ступінь магістра-хореографа, Анна продовжила навчання у Національній академії керівних кадрів культури та мистецтв за напрямком «режисура», але вимушена зробити паузу у навчанні і взяти декретну академвідпустку, оскільки вагітна третьою дитиною. Її авторські режисерські роботи — кліпи дуету «Врода» «Павочка» та «Знов прийде весна».
У 2018 році стала ведучою концерту «Безвіз» на честь отримання безвізового режиму з ЕС, а також взяла участь у концерті «Забуття гірше зради». Того ж року у якості однієї з ведучих вела олімпійську Студію зимових ігор на UA: Першому, яка включала щоденні виходи в прямий ефір за підсумками кожного дня XVII Зимової Олімпіади, а також спілкування з гостями студії та аналітику щодо розвитку спорту та відповідної інфраструктури в Україні. У травні стала героїнею обкладинки журналу The Best Hotels Guide #34 (2018) Special Edition.
6 березня 2019 року Указом Президента України № 58/2019, Анні присвоєне почесне звання Заслужений артист України.
Також Анна є засновницею бренду етнічного одягу, що зцілює «STRIY». Його показ відбувся 3 грудня 2022 року у Софії Київській.
З 2018 працює в НТКУ «Суспільне», а з 2020 — ведучою радіо «Промінь», що входить до «Суспільного». Постійна ведуча етно-фестивалю «Віртуози фолку».

## Громадська діяльність
З 2014 року займається волонтерством на фронті.
З 2 лютого 2015 Анна входить до координаційної ради з представників мистецьких кіл та активістів, які організовують та беруть участь у мистецьких заходах в зоні АТО. А також бере активну участь у громадських заходах.
У липні 2015 року разом з іншими митцями Анна виступила з концертною програмою в Слов'янську, для українських військових, а згодом провела ще один концерт для українських військових. Анна — палка прихильниця української мови та культури, підтримує введення квот на українську музику та часто порушує питання важливості української мови. У липні 2018 в студії Громадського радіо виступила на підтримку українських політичних в'язнів.
Анна веде авторські блоги та колонки, дає інтерв'ю для українських медіа. Наприклад, у жовтні 2018 у виданні «Твій Малюк» опубліковано інтерв'ю, в якому вона пояснила молодим мамам, як поєднати непоєднуване: роботу та материнство. У червні 2019 року спеціально для РБК-Україна розповіла як стати впевненим оратором та нагадала читачам сайту lady.tochka.net як балансувати роботу, сімейне життя і материнство. У липні цього ж року стала колумністом порталу Liga.net, написавши колонку про те, як подолати страх публічних виступів. А також написала колонку для видання Marie Claire Україна, у якій поділилася з читачами правилами «прямого ефіру».
У 2017 році брала участь у контролі над квотами української мови у медіа, зокрема здійснювала громадський моніторинг радіопростору.
У 2023 році стала співзасновницею Благочинної платформи психологічної допомоги жінкам і дітям України «Жінка і війна» та засновницею БФ «Жінка і війна».